# Ulica Ślusarska w Poznaniu
Ulica Ślusarska – ulica znajdująca się w Poznaniu na Starym Mieście, na osiedlu Stare Miasto. Swój bieg zaczyna przy Placu Kolegiackim, następnie przecina ulice Wodną, Woźną i kończy się na skrzyżowaniu z Wielką. 

## Historia
Nazwa pochodzi od ślusarzy, którzy zamieszkiwali, kiedyś tę ulicę. Według zapisów historyka Artura Kronthala, zabudowa traktu została doszczętnie zniszczona podczas pożaru miasta w 1803. Ocalał wówczas jedynie dom pod numerem piątym, co upamiętnia obraz Matki Bożej na elewacji. Ponownego zniszczenia dokonały działania bitwy o Poznań w 1945, w związku z czym obecna zabudowa jest w dużej powojenna, rekonstruowana. Zabudowa przedwojenna zachowała się między ulicami Wielką i Placem Kolegiackim, głównie po stronie wschodniej.

## Legenda
Podczas wielkiego pożaru z 1803 ogień przeniósł się m.in. na budynki przy ulicy Ślusarskiej. Ocalał jeden dom pod numerem 5. Mieszkańców uratowała gorliwa modlitwa, którą sprowadzili obfity deszcz. Rodzina w podzięce za to wydarzenie umieściła na fasadzie swojego domu czerwoną latarnię, a kolejni właściciele mieli obowiązek palić w niej światło dniem i nocą.